# Kirinyaga (roman)
Pour les articles homonymes, voir Kirinyaga.
 (février 2010).
Si vous disposez d'ouvrages ou d'articles de référence ou si vous connaissez des sites web de qualité traitant du thème abordé ici, merci de compléter l'article en donnant les références utiles à sa vérifiabilité et en les liant à la section « Notes et références ».
Kirinyaga (titre original : Kirinyaga) est un recueil de nouvelles de science-fiction de l'auteur américain Mike Resnick, publié en 1998 aux États-Unis et la même année en France. Kirinyaga forment un roman cohérent, composé d'un prologue, de huit chapitres et d'un épilogue. 
En 2008, Mike Resnick publie la nouvelle Kilimanjaro: A Fable of Utopia, se déroulant dans le même univers. Elle est publiée en France par les éditions Denoël dans la collection Lunes d'encre en 2015 sous le titre Kilimanjaro dans le recueil Kirinyaga - L'Intégrale.

## Argument
Au XXIIe siècle, dans une Afrique occidentalisée où les animaux sauvages ont totalement disparu, quelques Kényans nostalgiques du mode de vie de leurs lointains ancêtres kikuyus décident d'émigrer sur un planétoïde terraformé pour y créer un monde reproduisant la culture Kikuyu : « Kirinyaga ». Mais préserver un monde traditionnel figé dans le passé est une tâche difficile pour Koriba, le « sorcier » du village, qui, au nom de la tradition, tue des nouveau-nés, interdit toute instruction aux femmes, pratique l'excision et n'hésite pas à manipuler ses semblables à l'aide de la technologie occidentale. Il doit ainsi affronter les questions et les doutes de la jeune génération.

## Présentation de l'œuvre

### Genèse
En 1987, l'auteur américain Orson Scott Card demande à Mike Resnick d'écrire une nouvelle. pour Eutopia, un recueil de nouvelles de science-fiction. Le projet consiste à inventer des sociétés utopiques bâties sur des planétoïdes et répondant à deux contraintes narratives : chaque société utopique doit être décrite de l'intérieur par un personnage qui y croit et doit autoriser à partir quiconque en ferait la demande. Mike Resnick participe au projet et remet sa contribution, Kirinyaga (le premier chapitre du futur roman), à Orson Scott Card lors de la « Convention mondiale de science-fiction » de Brighton en Grande-Bretagne. Cette nouvelle est publiée en 1988 dans le « Magazine of fantasy and Science Fiction » et reçoit en 1989 le prix Hugo de la meilleure nouvelle courte.
Dès le départ, la nouvelle Kirinyaga est conçue par Mike Resnick comme le premier chapitre d'un futur roman. Il décide ensuite d'écrire chaque chapitre de ce roman séparément afin de le publier sous forme de nouvelle indépendante. C'est finalement en 1998 que paraît le roman dans sa forme définitive.
C'est une scène vécue lors d'un safari africain qui donne à l'auteur l'idée de l'utopie kikuyu : une femme kikuyu porte 40 kilos de bois sur ses épaules, tandis que son mari, sans fardeau, la tête haute, avance tranquillement devant elle.

### Situation de l'œuvre
Étalée sur une durée de 10 ans, de 1987 à 1997, la rédaction chapitre après chapitre de Kirinyaga accompagne toute la « période africaine » de Mike Resnick, marquée par des romans comme Ivoire (1988) et la trilogie Paradis (1989), Purgatoire (1993) et Enfer (1993).

### Commentaire de l'auteur
Mike Resnick considère que c'est le chapitre-nouvelle « Kirinyaga » qui a fait sa réputation, mais sa préférence personnelle va au chapitre-nouvelle « Toucher le ciel ». En revanche, l'auteur regrette le manque d'ambiguïté narrative de la nouvelle intitulée « Bwana » qui en fait d'après lui le chapitre le moins bien réussi du roman.

## Nouvelles

### Une matinée parfaite en compagnie de chacals
- Titre original : One Perfect Morning, with Jackals
- Initialement parue dans Isaac Asimov's Science Fiction Magazine en mars 1991
- Résumé :

Edward Kimante, un jeune Kényan occidentalisé, emmène son père Koriba à l'astroport de Nairobi. Le vieil homme doit embarquer pour un planétoïde terraformé où il a l'intention de fonder une nouvelle utopie kikuyu : « Kirinyaga ». Pendant le trajet, Koriba ne cesse de reprocher à son fils Edward d'avoir abandonné toutes ses racines kikuyus pour n'être devenu qu'un Kényan, un Européen noir.

### Kirinyaga
- Titre original : Kirinyaga
- Initialement parue dans The Magazine of Fantasy & Science Fiction en novembre 1988
- Résumé :

L'Administration des Utopies surveille les mondes idéaux créés sur divers planétoïdes. Lorsque Koriba, le mundumugu du village, étrangle un bébé parce qu'il est né par le siège, signe traditionnel de possession par le démon, l'administration envoie un agent sur place pour discuter des droits de l'homme. Koriba doit défendre devant ses propres villageois la valeur sacrée des traditions ancestrales.

### Toucher le ciel
- Titre original : For I Have Touched the Sky
- Initialement parue dans The Magazine of Fantasy & Science Fiction en décembre 1989
- Résumé :

Kamari, une petite fille kikuyu, apporte au sorcier Koriba un jeune faucon qui s'est démis une aile. Koriba soigne l'oiseau et impose à la fillette quelques corvées en guise de paiement. Lorsque la jeune fille commence à lire ses livres et à utiliser sa boîte magique (son ordinateur), Koriba la punit. Mais la petite Kikuyu invente en cachette son propre langage écrit et réussit à communiquer par ce nouveau langage avec l'ordinateur de Koriba. Lorsqu'il s'en aperçoit, le sorcier la renvoie. Privée de son rêve de lecture et d'écriture, la jeune fille se pend dans sa case.

### Bwana
- Titre original : Bwana
- Initialement parue dans Isaac Asimov's Science Fiction Magazine en janvier 1990
- Résumé :

Lorsque le jeune Juma est tué par une hyène, le Conseil des anciens du village décide de faire appel à l'Administration des Utopies, contre l'avis du sorcier Koriba. Un vaisseau spatial dépose alors sur Kirinyaga William Sambeke, un jeune chasseur Masaï. Après avoir tué des hyènes, le Masaï déclare vouloir changer Kirinyaga pour en faire une véritable utopie. Il se proclame roi, se fait confectionner une chaise à porteurs et s'approprie les femmes et les bomas de certains membres de la tribu. C'est par la ruse - et avec l'aide du jeune Ndemi - que Koriba réussira à chasser le Masaï de Kirinyaga.

### La Manamouki
- Titre original : The Manamouki
- Initialement parue dans Isaac Asimov's Science Fiction Magazine en juillet 1990
- Résumé :

Koriba est très inquiet lorsqu'il apprend que deux riches Kényans, Thomas et Wanda Nkobe, ont décidé de renoncer à tous leurs biens pour immigrer sur Kiriniyaga. Malgré son zèle et ses efforts acharnés pour s'adapter au mode de vie kikuyu, Wanda Nkobe, la manamouki, s'attire l'hostilité des femmes âgées du village par méconnaissance des us et coutumes kikuyus. Le couple finit par regagner la Terre.

### Chant d'une rivière tarie
- Titre original : Song of a Dry River
- Initialement parue dans le recueil de nouvelles Stalking the Wild Resnick en 1991
- Résumé :

Mumbi, la vieille mère du chef de village, déroge à la coutume en allant construire sa propre boma sur la colline. Les anciens du village et Koriba le sorcier tentent de la raisonner, en vain. Koriba punit alors le village en demandant à l'Administration de modifier la trajectoire orbitale de Kirinyaga pour provoquer une longue sécheresse. Finalement, la vieille femme rejoint ses congènères par compassion pour les enfants qui meurent. 

### Le Lotus et la Lance
- Titre original : The Lotus and the Spear
- Initialement parue dans Isaac Asimov's Science Fiction Magazine en aout 1992
- Résumé :

Dans la colonie des jeunes célibataires kikuyus, trois jeunes hommes se sont suicidés et les anciens du village s'inquiètent. Murumbi, le meilleur ami d'un des jeunes disparus, révèle au sorcier Koriba que de nombreux jeunes hommes veulent être mis à l'épreuve pour trouver le sens de leur vie traditionnelle.

### De vagues connaissances
- Titre original : A Little Knowledge
- Initialement parue dans Asimov's Science Fiction en avril 1994
- Résumé :

Koriba enseigne à Ndemi comment devenir le futur mundumugu du village. Mais peu à peu, le jeune Kikuyu se rebelle et se met à contredire en public le vieux sorcier, opposant à ses fables africaines sur les origines des Kikuyus les faits historiques qu'il a lus sur son ordinateur. Ndemi finit par décider de quitter Kirinyaga pour le Kenya.

### Quand meurent les vieux dieux
- Titre original : When the Old Gods Die
- Initialement parue dans Asimov's Science Fiction en avril 1995
- Résumé :

Lorsqu'un vaisseau spatial s'écrase sur Kirinyaga, tout le village kikuyu est en émoi. Le pilote, grièvement blessé, est amené chez Koriba le sorcier et l'Administration des Utopies envoie sur place un médecin. Le médecin soigne le pilote et les villageois, contre l'avis de Koriba. Mais les villageois se mettent à douter de leurs traditions et de leur dieu. Koriba, le vieux sorcier, décide de quitter Kirinyaga.

### À l'est d'Éden
- Titre original : The Land of Nod
- Initialement parue dans Asimov's Science Fiction en juin 1996
- Résumé :

De retour au Kenya, Koriba vit chez son fils Edward, un riche Kényan qui travaille au gouvernement, mais refuse tous les aspects de la modernité. À Nairobi, il rencontre Kamau, un kikuyu qui garde Ahmed, un grand éléphant créé par clonage. Quand Koriba apprend que le grand éléphant doit être prochainement abattu, il libère l'animal et l'emmène avec sur les flancs de la montagne sacrée, l'endroit où il souhaite finir ses jours.

### Kilimanjaro
- Titre original : Kilimanjaro: A Fable of Utopia
- Initialement parue dans Subterranean en septembre 2008
- Résumé :

## Personnages principaux
- Barbara Eaton, agent de l'Administration des Utopies. Elle rend visite à Koriba à cause de l'infanticide qu'il a perpétré ;
- Edward Kimante, fils parvenu de Koriba, resté au Kenya ;
- Kamari, jeune fille kikuyu qui sauve un jeune faucon et veut apprendre à lire ;
- Koinnage, chef de la tribu de Koriba, cofondateur de l'utopie, en contact par courrier électronique avec l'Administration des Utopies ;
- Koriba, personnage principal, kikuyu qui a fait des études à Yale et Cambridge, mais qui préfère devenir sorcier d'une des tribus de Kirinyaga. Il est le cofondateur de l'utopie africaine, mais conserve dans sa hutte traditionnelle un ordinateur grâce auquel il communique avec l'Administration des Utopies ;
- Mumbi, vieille mère du chef Koinnage ;
- Murumbi, jeune homme kikuyu qui ne trouve pas de sens dans la vie coutumière ;
- Ndemi, jeune kikuyu né sur Kirinyaga ;
- Thomas et Wanda Nkobe, couple de riches Kényans qui a décidé de rejoindre Kirinyaga pour y vivre de manière traditionnelle.
- Joyce Witherspoon, médecin de l'Administration des utopies.

## Commentaires thématiques

### Tradition et modernité
Mike Resnick nous présente les principaux aspects de la vie quotidienne d'une société traditionnelle dont l'élément caractéristique est l'immuabilité des rites et coutumes. Sans émettre le moindre jugement de valeur, l'auteur décrit la mythologie kikuyu, les rites de la circoncision et de l'excision, le travail pénible et soumis des femmes, la coutume de la dot qu'un homme doit payer pour chaque nouvelle épouse et enfin l'étonnante écologie kikuyu qui, dans le cycle de vie humaine, donne un rôle régulateur aux animaux : les infirmes et les vieux en fin de vie sont donnés en pâture aux hyènes pour qu'elles ne meurent pas de faim et qu'elles continuent de tuer les herbivores sauvages qui pourraient ruiner les cultures et les pâturages du bétail des kikuyus.
Paradoxalement, c'est Koriba, un Kényan qui a fait ses études en Europe et aux États-Unis, qui tente de protéger son peuple de toutes les influences néfastes de l'occidentalisation. Cet homme qui a obtenu un doctorat de troisième cycle dans l'une des plus grandes universités américaines interdit à son peuple tout accès à la lecture et à l'écriture qu'il considère comme des outils d'asservissement et de déculturation. C'est ce même sorcier, le mundumugu, qui dit des prières et confectionne des gris-gris pour faire tomber la pluie, tandis qu'il demande par courrier électronique à l'Administration des Utopies de modifier la trajectoire du planétoïde pour augmenter la pluviométrie. C'est toute cette ambiguïté qu'incarne le personnage principal du roman. Mais il ne réussira finalement pas à empêcher les mères kikuyus de vouloir faire soigner leurs enfants par des médecins occidentaux, il ne pourra empêcher les jeunes de réfléchir à leur monde et d'exprimer leurs doutes sur certaines de leurs traditions. Resnick souligne ainsi le caractère barbare et archaïque des traditions africaines (sorcellerie, excision, patriarcat, etc.) et, par opposition, les bienfaits de l'Occident.
Au cours du roman, Mike Resnick évoque le conte d'Andersen dans lequel un jeune Hollandais tente de colmater les fissures d'une digue avec ses dix doigts, en vain : le monde traditionnel figé que Koriba pensait pouvoir préserver ne peut résister aux intrusions d'une modernité qui, si elle efface toute identité culturelle propre, apaise les souffrances physiques et insinue la réflexion et l'indépendance de pensée là où la vie coutumière impliquait la contemplation et la soumission.

### Identités culturelles
Dans un monde kikuyu traditionnel qui ne connaît ni la lecture, ni l'écriture, la transmission orale de fables reste le meilleur moyen d'éduquer les enfants de la tribu. Koriba le sorcier utilise de nombreuses fables qui problématisent de manière très imagée la notion d'identité culturelle : 
- « La hyène qui voulait devenir un homme » et « La jeune pie-grièche très maligne » : c'est un tort de croire qu'on peut devenir ce qu'on n'est pas[6] ;
- « L'éléphant malavisé » : on ne doit pas troquer ce qui fait sa propre identité contre quelque chose d'autre qu'on ne sera jamais[7] ;
- « L'impala qui voulait devenir un buffle » : même quelqu'un de bien intentionné peut faire du mal à cause de sa nature profonde[8].

Le  vieux sorcier tente de protéger sa communauté utopique de ce qui la menace de l'extérieur ou de l'intérieur et de faire comprendre aux jeunes Kikuyus que leur identité culturelle est à la fois fondée et garantie par leurs traditions ancestrales. Koriba le sorcier distingue deux grandes identités culturelles qu'il ne cesse d'opposer dans les discours qu'il tient à son peuple : le Kényan et le Kikuyu. Le Kényan est l'habitant acculturé d'un pays désormais soumis aux modes de pensée et aux techniques modernes occidentales, et donc irrémédiablement coupé de ses racines traditionnelles, tandis que le Kikuyu est resté attaché à ses traditions ancestrales et tire toute sa fierté culturelle de la lutte de ses ancêtres pour l'indépendance de son pays (la révolte des Mau Mau menée par Jomo Kenyatta).
Afin de renforcer encore l'opposition entre ces deux identités inconciliables, le vieux sorcier n'hésite pas à cacher à son peuple une partie de la vérité : le héros des Kikuyus portait bel et bien un nom britannique, Johnstone, et la révolte des Mau Mau, loin d'être un succès, fut réprimée dans la violence et dans le sang par les troupes britanniques dans les années 1950.

### Swahili
Mike Resnick utilise pour son roman de nombreux vocables tirés non pas de la langue Kikuyu, mais du Swahili. Le vieux Koriba explique à une Américaine immigrée sur Kirinyaga que le Kikuyu est une langue morte et que seul le Swahili est commun à tous les membres de la communauté. De nos jours, le Kikuyu est encore parlé par 22 % de la population du Kenya.
Lexique swahili utilisé par Mike Resnick :
- boma : case traditionnelle enclose
- chui : léopard
- jambo : bonjour
- fisi : hyène
- githani : épreuve de vérité
- kehee : jeune garçon qui n'a pas subi la circoncision rituelle
- khanga : tenue traditionnelle féminine
- kikoi : tenue masculine kikuyu
- kwaheri : au revoir
- mamba : crocodile
- mbogo : buffle
- mtoto : enfant
- mundumugu : sorcier et gardien des traditions de la tribu
- mwalimu : professeur
- mzee : vieil homme sage
- pombe : boisson fermentée traditionnelle
- shamba : terres cultivables d'une famille kikuyu
- thahu : malédiction

Le lexique swahili qu'utilise l'auteur illustre trois éléments fondamentaux de la vie coutumière des Kikuyus : un mode de vie dans le respect des traditions ancestrales (tenues vestimentaires, constructions, répartition des terres), une société totémique basée sur les rites de passage et structurée par strates générationnelles (circoncision, épreuve de vérité, malédiction, respect des anciens et du sorcier, initiation des jeunes) et le rapport de l'homme à son environnement écologique et totémique (animaux).

### Qu'est-ce qu'une utopie?
Le monde utopique de Mike Resnick répond formellement aux critères que lui avait imposés Orson Scott Card lors de sa proposition de contribution à un recueil de nouvelles : chaque citoyen a le droit de quitter la société utopique s'il le souhaite et le narrateur doit 
appartenir à la société utopique et croire en sa réussite.
La dimension typiquement science-fictionnelle de l'utopie de Mike Resnick apparaît dans le fait de pouvoir bâtir une utopie sur un planétoïde dans le cadre institutionnel formalisé d'un « Conseil des Utopies ». Chaque utopie est créée en accord avec le Conseil des Utopies sur la base d'une charte que s'engagent à respecter les deux parties. Chaque utopie est administrée par ses concitoyens et surveillée par l'Administration des Utopies. En cas de conflit avec l'administration, les citoyens des utopies peuvent porter plainte à un « Tribunal des Utopies ». Mike Resnick invente donc un système politique structuré à la manière d'un État, à la seule différence que la création d'un nouvel État utopique peut faire suite à une demande motivée par des Terriens volontaires. La structure politique qui garantit à chaque utopie sa souveraineté dans le respect de la charte fondatrice et les contraintes narratives imposées par Orson Scott Card n'empêchent pourtant pas les protagonistes de se poser tout au long du roman une question fondamentale : « Qu'est-ce qu'une utopie ? » 
Quel prix faut-il payer pour assurer le bonheur de la communauté kikuyu ? Dans le roman, le prix demandé par le sorcier Koriba est le refus de tout apport occidental extérieur, même s'il faut pour cela laisser mourir des enfants malades. Mais lorsqu'un médecin de l'Administration des Utopies soigne les enfants, les femmes se mettent à douter. N'y a-t-il pas finalement autant de conceptions d'une utopie qu'il y a d'idées du bonheur chez les hommes ? Le sorcier Koriba peut-il avoir raison, seul contre tout le village ? Comme le souligne un personnage du roman, le mot « utopie » est d'origine occidentale : les Kikuyus n'ont traditionnellement aucun mot et aucun concept qui corresponde à la notion même d'utopie. Dans ces conditions, l' « Utopie kikuyu » n'est-elle pas une contradiction dans les termes qui vouerait tout projet de ce type à l'échec ?
L'apport le plus philosophique de Mike Resnick concernant la question de l'utopie est sans doute la compréhension qu'en a Koriba à la fin du roman. Une utopie n'est pas tant un espace ou un lieu (topos en grec) protégé ouvert à un idéal territorialisé, mais bien plutôt un élément inscrit dans le temps, un « moment » privilégié à ne surtout pas rater ! L'utopie, c'est ce moment d'équilibre, cet ultime moment de grâce, juste avant que tout ne bascule à nouveau dans le chaos du doute, des forces de progrès et de la remise en cause des principes fondateurs d'une civilisation.

## Prix littéraires
La publication séparée des chapitres du roman dans diverses revues spécialisées américaines font que les prix obtenus par cette œuvre ont toujours appartenu à la catégorie « Meilleure nouvelle de science-fiction ». Les dix récits de Kirinyaga sont le cycle de nouvelles le plus récompensé de l'histoire de la science-fiction, avec plus de cinquante prix et nominations. Les prix les plus prestigieux obtenus par les différentes nouvelles qui constituent le roman sont :
- 1989 : prix Hugo de la meilleure nouvelle courte pour Kirinyaga ;
- 1991 : prix Hugo de la meilleure nouvelle longue pour La Manamouki ;
- 1996 : prix Locus de la meilleure nouvelle longue pour Quand meurent les vieux dieux.

## Critique
- Lorris Murail : « La finesse d'analyse de ces textes à l'écriture économe et précise, l'implacable logique avec laquelle la réalité y broie le rêve font de Kirinyaga l'un des rares chefs-d'œuvre de la science-fiction[10]. »

## Éditions
- Kirinyaga, Ballantine Books, mars 1998, 293 p.  (ISBN 0-345-41701-1)
- Kirinyaga. Une utopie africaine, Denoël, coll. « Présences » no 44, septembre 1998, trad. Olivier Deparis, 336 p.  (ISBN 2-207-24708-2)
- Kirinyaga, Gallimard, coll. « Folio SF » no 24, 11 octobre 2000, trad. Olivier Deparis, 400 p.  (ISBN 2-07-041583-X)
- Kirinyaga - L'intégrale, Denoël, coll. « Lunes d'Encre » no 161, 5 juin 2015, trad. Olivier Deparis et Pierre-Paul Durastanti, 416 p.  (ISBN 978-2-207-12561-8)